# 鮑白令之
鮑白令之（?—?），中国秦朝的大臣，一说是博士。
秦始皇统一六国之後，问群臣說：「五帝禅让，三王世袭。哪个作法才对？」七十博士没有说之前，鮑白令之就先说：「让贤就是『官天下』，世袭就是『家天下』。五帝認為天下是公有的，三王認為天下是私有的。」秦始皇说：「我德过五帝，将要採取禪讓的官天下，谁能继承我？」 鮑白令之说：「陛下行桀纣之道，想行五帝禅让，不是陛下能办到的。」秦始皇怒说：「你要说出道理来，说不出来，我就杀了你。」鮑白令之说：“臣请说之。陛下筑台干云，宫殿五里，建千石之钟，立万石之簴。妇女连百，倡优累千。兴作骊山宫室，至雍相继不绝。所以自奉者，殚天下，蝎民力。偏驳自私，不能以及人。陛下所谓自营仅存之主也。何暇比德五帝，欲官天下哉？”
秦始皇面露惭色，很久之後才说：“鮑白令之说的話，是当众使我出丑。”所以取消了禅让之想法。